# José Lopes Ferraz Neto
José Lopes Ferraz Neto (Barra Bonita (São Paulo), 19 de janeiro de 1901 — ?, 1 de setembro de 1946) foi um político brasileiro. Exerceu o mandato de deputado federal constituinte por São Paulo em 1946.
Formado em Medicina pela Faculdade de Medicina do Rio de Janeiro, atuou como médico em um consultório próprio em Olímpia, interior do estado de São Paulo, cidade da qual tornou-se prefeito durante o Estado Novo.